# Cusco-Desaguadero-La Paz

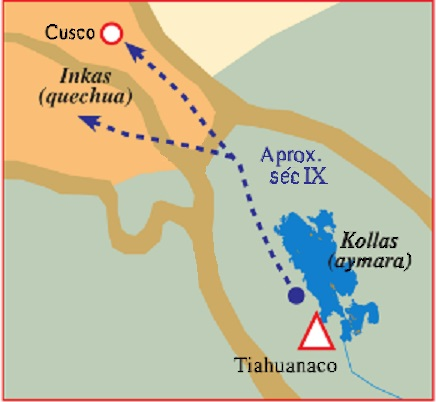

El tramo Cusco–Desaguadero-La Paz es parte del camino inca que se encuentra en el departamento del Cusco y Puno, Perú; y La Paz, Bolivia.
En este tramo se encuentra el Lago Titicaca a una altitud de 4.000 metros sobre el nivel del mar.
El tramo cruza el sitio arqueológico de Tiwanaku. Algunas partes se encuentran empedradas o senderos con muros a los costados.